# Castello della Napoule
Il castello della Napoule (château de la Napoule in francese) è un castello situato in Francia nel comune di Mandelieu-la-Napoule nel dipartimento delle Alpi Marittime nella regione Provenza-Alpi-Costa Azzurra.
Fatto costruire lungo la costa dai conti di Villeneuve nel XIV secolo, il castello e i suoi giardini sono registrati come monumenti storici con un decreto del 6 gennaio 1947.

## Storia

### Dacastruma castello signorile
La prima menzione di un castrum (nel senso giuridico del termine) legata a una proprietà terriera appare nel IX secolo. Esso porta all'epoca il nome di Avignonet e dipende dell'autorità dei vescovi di Fréjus e dei principi-vescovi di Antibes.

## Galleria d'immagini

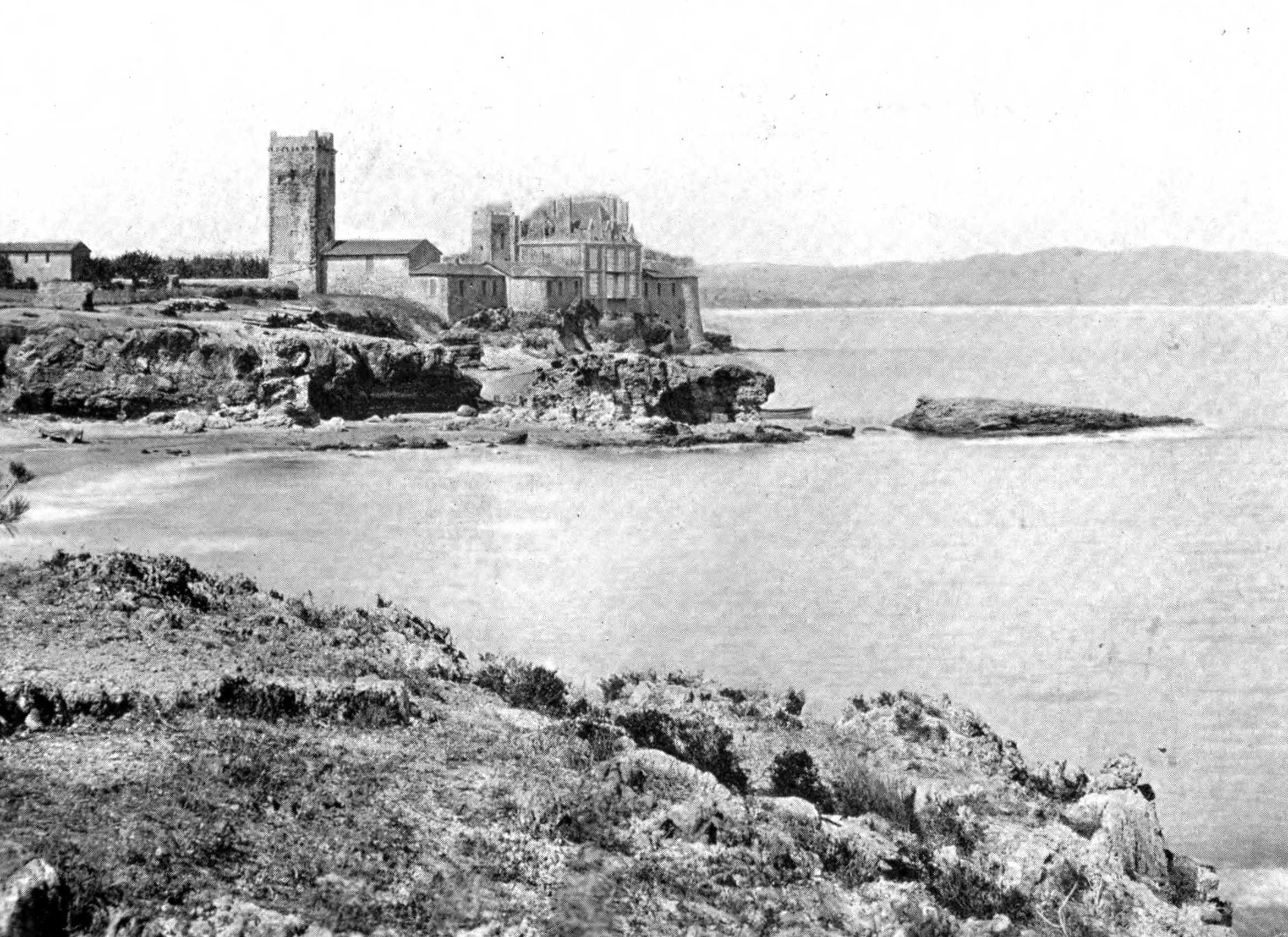
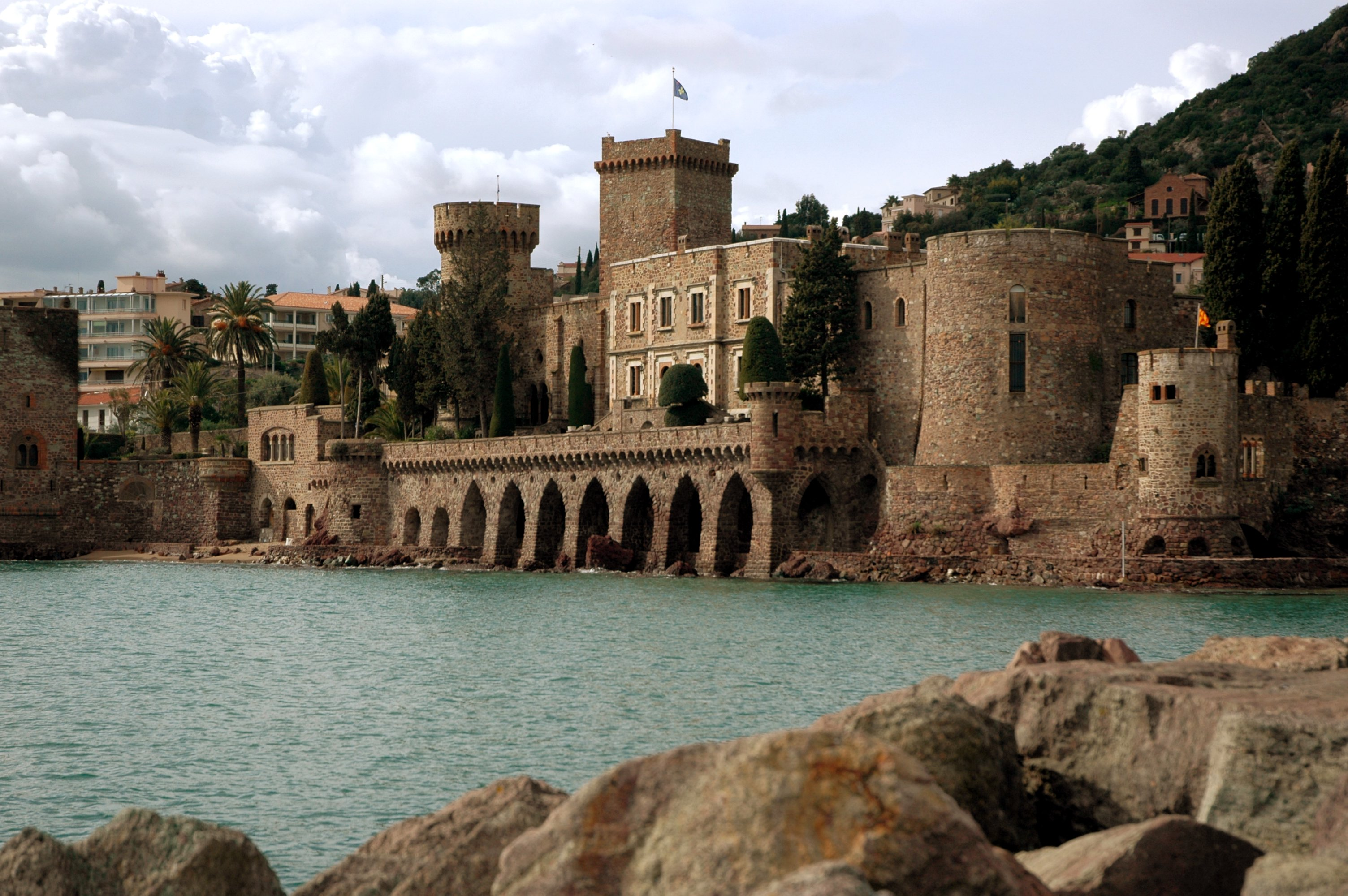
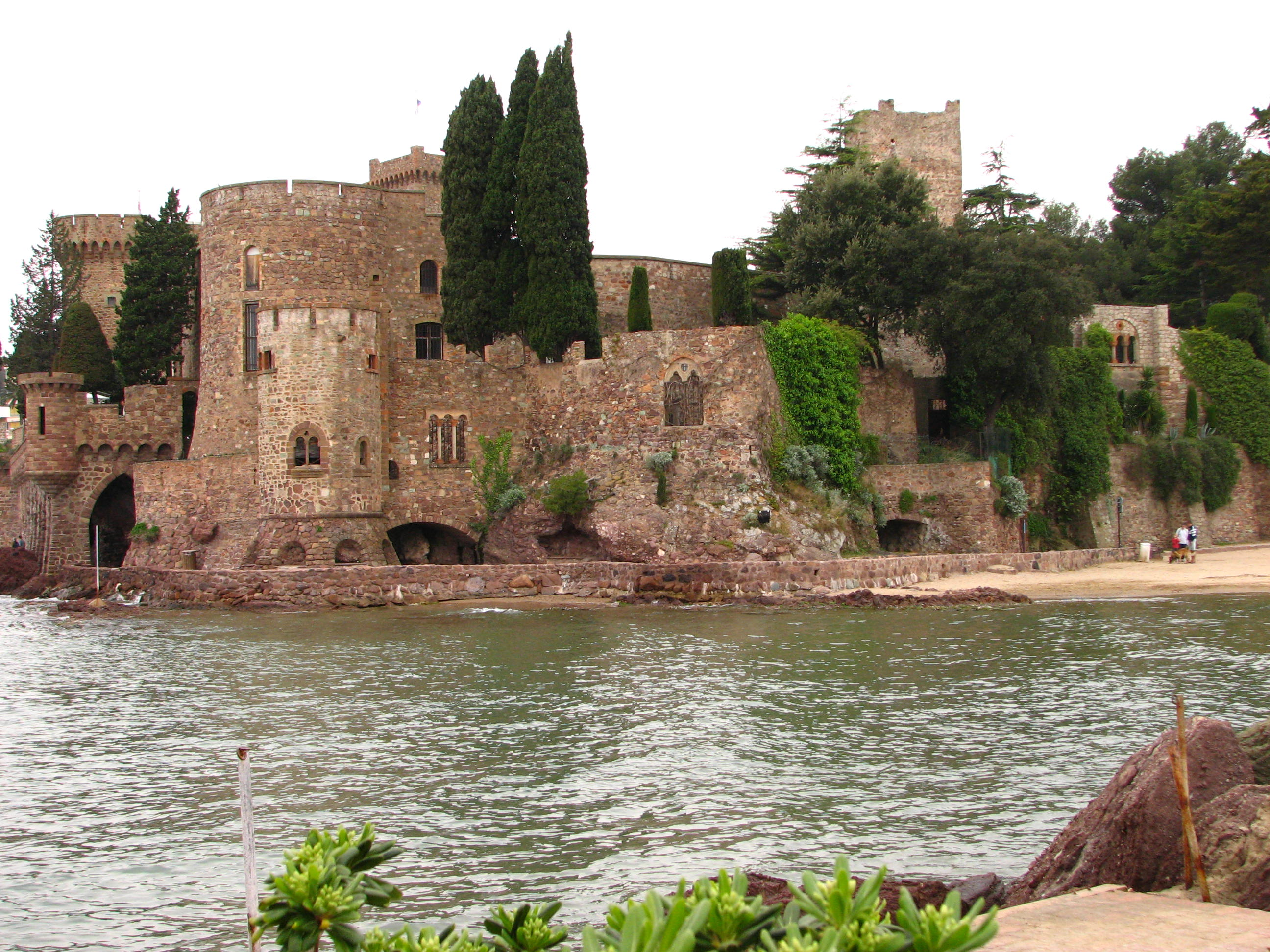
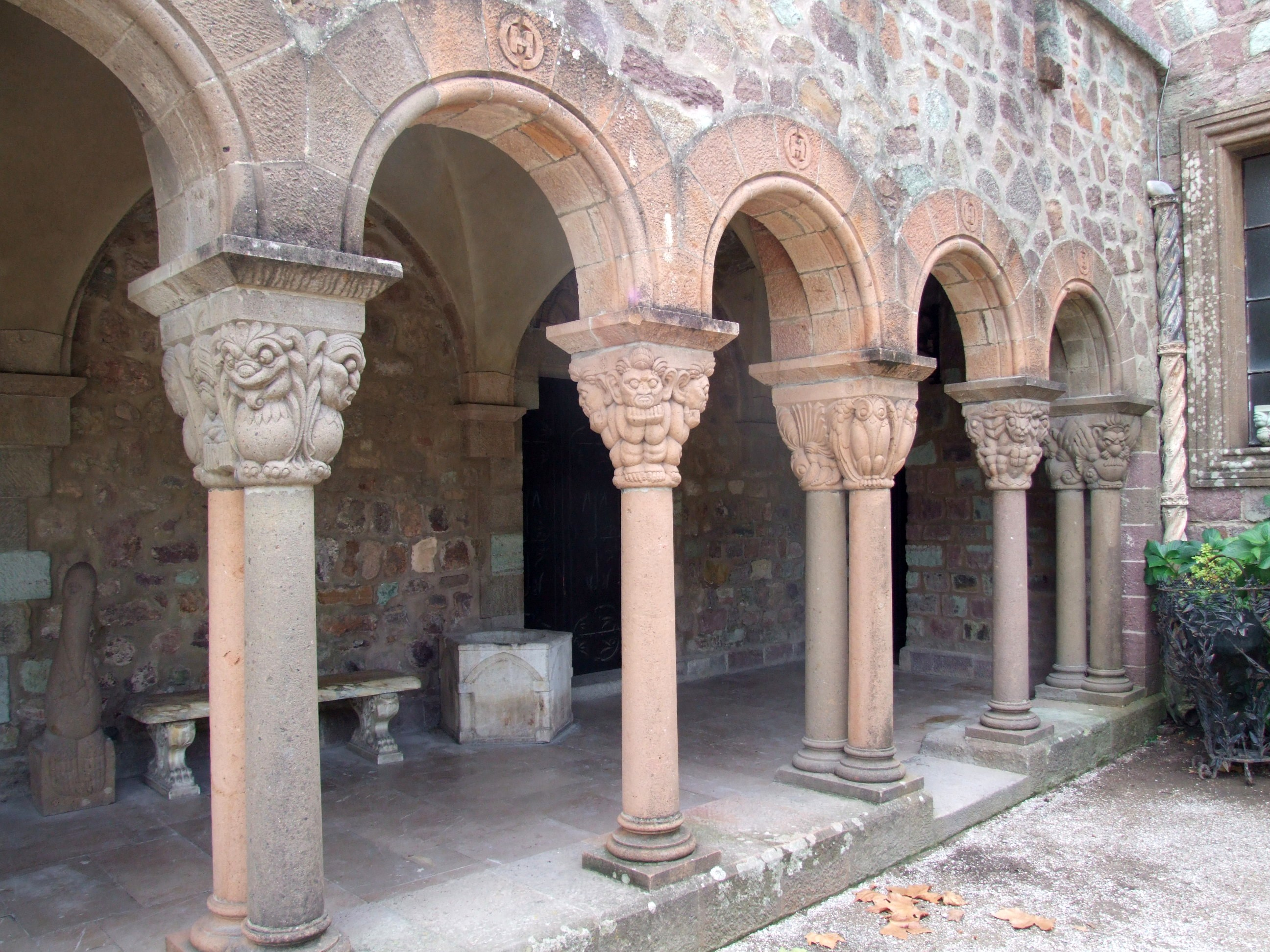
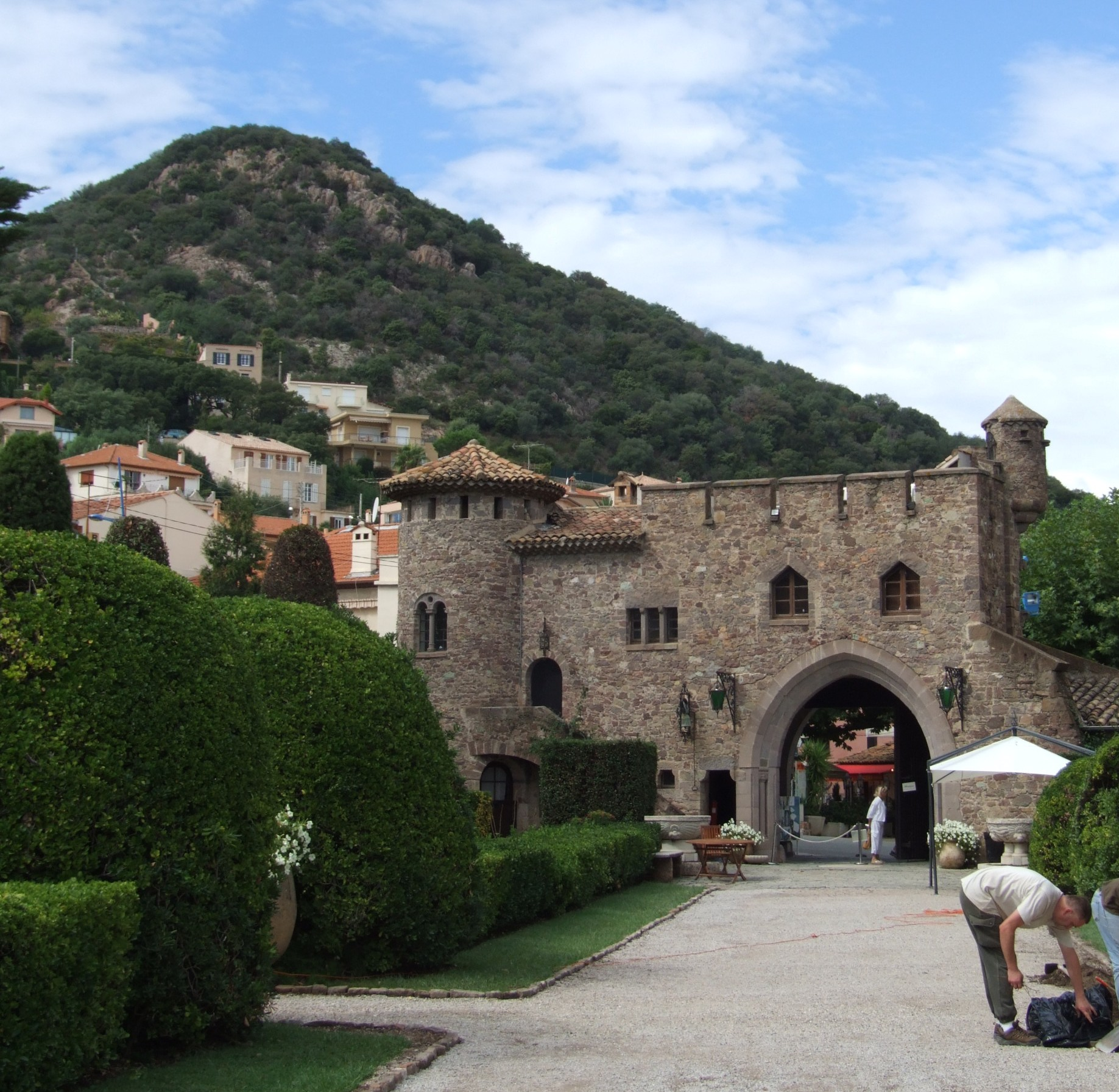
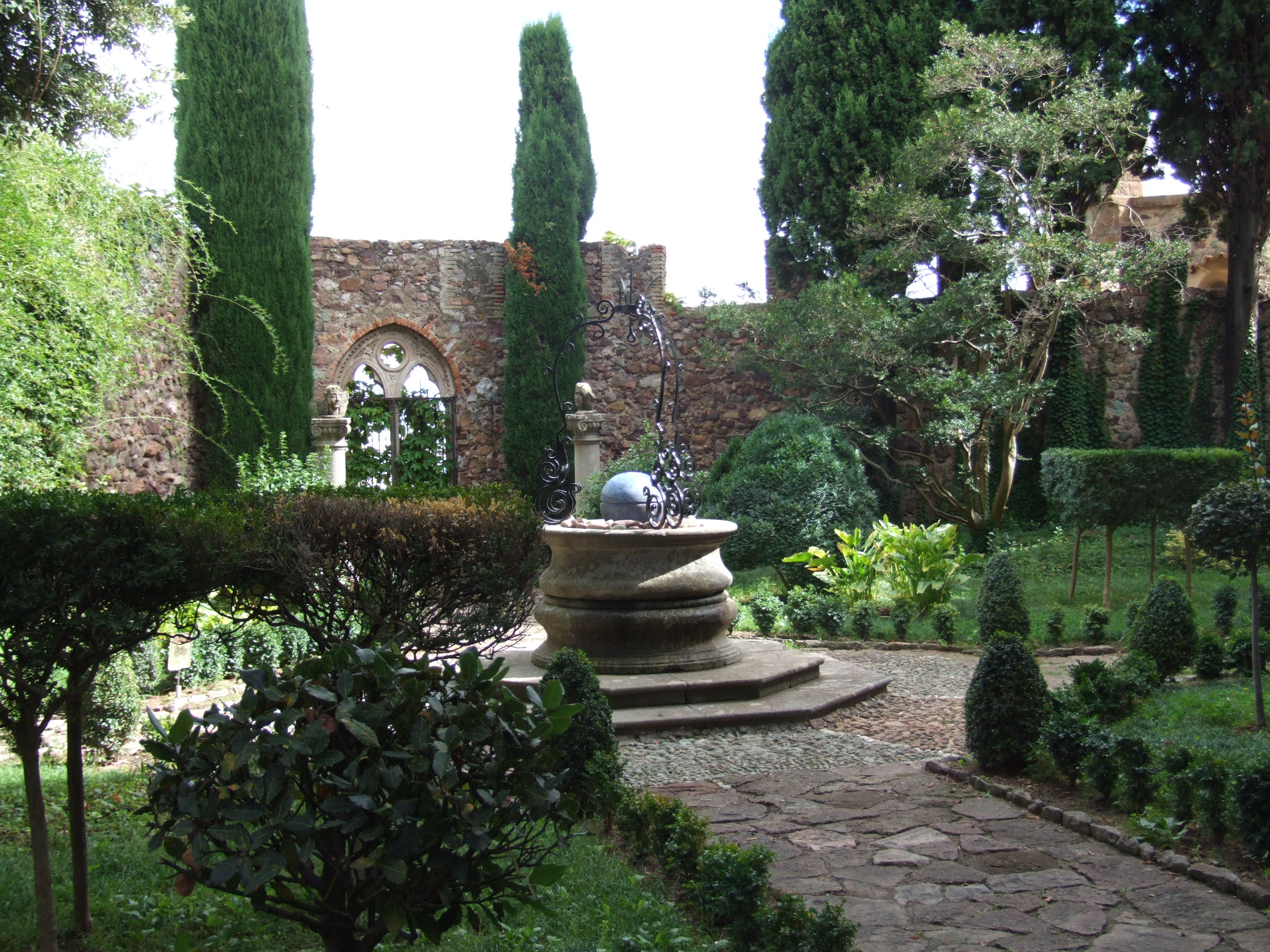
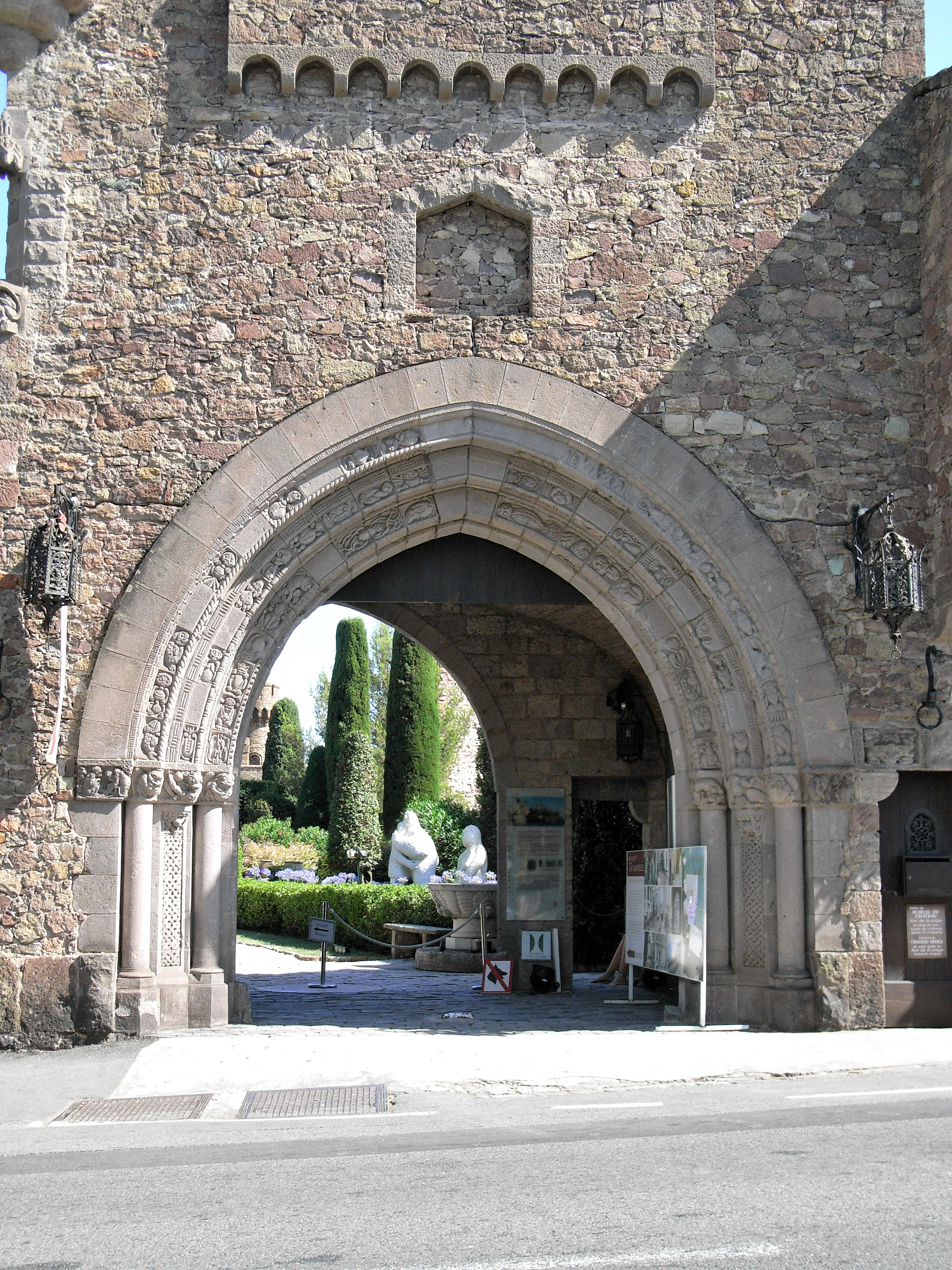